# Sarobaratra
Sarobaratra est une commune urbaine malgache située dans la partie nord-est de la région de Betsiboka.